# 複合語
複合語（ふくごうご）とは、語構成において２つ以上の語根によって形成された語をいう。合成語の下位分類の一つ。

## 概要
単語の定義が難しいのと同様、複合語と2つの語との区別はあいまいであることが多い。
言語によっては複合語を作るための特別な形が使われることがあり、その場合には複合語であることが明らかである。たとえば日本語では「あめ（雨）」に対する「あま」は複合語の前成分にのみ出現する形であり、したがって「あまもり」は複合語である。また連濁は合成語の後成分にのみ出現するため、「たにがわ（谷川）」は複合語であることが明らかである。他の言語ではたとえは古代ギリシア語のτετράγωνος「四角の」はτέσσαρες「四」の合成語形τετρα-とγωνία「角」からなる複合語である。またナワトル語のteohcalli「神殿」はteōtl「神」とcalli「家」の複合語だが、前成分から語尾-tlが消えていることから複合語であることがわかる。
そのような特徴がなくても、意味によって複合語であると考えた方がよい場合もある。たとえば英語のblackbird「クロウタドリまたはムクドリモドキ」は特定の鳥を指し、black birdが任意の黒い鳥を指すのと異なっているから複合語と考えられる:299。また、2語からなるblack birdは副詞を加えて「very black bird」と言えるが、blackbirdはそうではない:306。
複合語の構成成分は意味がはっきりしないこともある。たとえば英語のraspberry「ラズベリー」やcranberry「クランベリー」の後半のberryの部分の意味は明らかだが、前半のraspやcranが何を意味するかは意識されない。またgooseberry「セイヨウスグリ」はgoose「雁、ガチョウ」とは意味があわず、実際に語源的に無関係である:273。

## 類型
インドの伝統的な文法学では、複合語を4つ（細分すると6つ）の類型に分ける。
1. 並列複合語 dvaṃdva / copulative compound
サンスクリット: ācārya-śiṣya「師弟」、英語: bittersweet「苦くて甘い」、日本語: 田畑など。
2. 限定複合語 tatpuruṣa / determinative compound
大部分の複合語はこの類型に属する。サンスクリット: kṛṣṇa-śakuni「カラス（黒い鳥）」、英語: blackbirdなど。
  1. 格限定複合語 case-determined
  2. 同格限定複合語 karmadhāraya / appositional determinative
  3. 数詞限定複合語 dvigu / numeral determinative
3. 所有複合語 bahuvrīhi / possessive compound
限定複合語と形式的には似ているが、複合語全体として「そのような性質・属性をもった（もの・人）」という意味を表す。たとえばサンスクリット: bahu-vrīhiは文字通りには「多くの米」という意味だが、「多くの米を産する（肥沃な）土地」という意味になる。英語: redcap「赤帽」も帽子そのものではなく赤い帽子の人物を指し、日本語: 馬面も長い顔の人を意味するのでこの類型に属する。外心的(exocentric)複合語と呼ばれることもある[1]:310-312。
4. 不変化複合語 avyayībhāva / indeclinable compound
全体が副詞として機能するもの。サンスクリット: prati-dinam「毎日」、英語: overhead「頭上で」など。

## 日本語の複合語

### 複合語の成分
複合語をつくる場合、もとの単純語の語形を変化させる場合があるが、変化の仕方は決まっている。動詞は学校文法でいわゆる連用形であり、「～ます」の「ます」を除いた部分である。四段動詞ではイ段音 (子音終わり｢語幹｣ + -i)、一段動詞（二段動詞）ではイ段もしくはエ段音 (母音終わり｢語幹｣ + ゼロ形態素) で終わる。形容詞はその語幹であり、「い」や「く」を除いた部分である。名詞の場合はそのまま使われる。
単純語としても用いられうる語根は自由形態素にあたり、合成語の一部としてのみ用いられる語根は拘束形態素に属する。動詞や形容詞のいわゆる｢語幹｣ (語根) は拘束形態素である。また、複合語の前項でのみ用いられる名詞語根 (｢雨(あま)-｣｢木(こ)-｣等) や、後項でのみ用いられる語根すなわち連濁形も拘束形態素である。

### 成分間の関係
- 並列関係 - 成分同士が対等の関係にあるものをいう。並列関係にある場合、連濁は起きない。
  - 例：草木（くさき）・赤白（あかしろ）・田畑（たはた）・尾頭（おかしら）…

- 従属関係 - 成分同士が対等でなく、一方がもう一方に従属しているものをいう（日本語ではほとんどの場合、最後に現れる語根の性質が語全体の品詞を決定する）。
  - 例：買い物（物を買うこと）・着物（着る物のこと）・安売り（安く売ること）・うれし涙（うれしくて涙を流すこと）…
  - 例：円高（円が高い状態）・雨降り（雨が降ること）・にわか雨（にわかに雨が降ること）・横断歩道（横断するための歩道）…
  - 例：山登り（山に登ること）・田舎育ち（田舎で育ったこと、またはそうした人）…
- 複合動詞 - 2つの動詞が結び付いてできた動詞をいう。日本語では非常に種類が多い。
  - 切り倒す・ふりかける…前項が後項を副詞的に修飾し、前項の表す動きが、後項の表す動きの様態を規定している。
  - 引き始める・押し続ける・作り上げる…前項が基本的な意味、後項が文法機能などを担う。｢-始め (る)｣｢-続け (る)｣等はほとんどの動詞、あるいは非常に多くの動詞に後接しうる語根であるため、語彙的な結合でなく統語的な結合と見なされ（補助動詞に近い）、それらが後接した複合動詞全体は辞書に登録されない。